# Water of Love
Pistes de Dire Straits
Down to the Waterline
(1) Setting Me Up (en)
(3)
Water of Love est un morceau du groupe britannique Dire Straits,  apparu sur l'album du même nom, sorti en 1978. Il est également sorti en single dans certains pays, accompagné de Down to the Waterline, qui fait suite au premier single du groupe, Sultans of Swing, également tiré de l'album. Le single a atteint la 28e place des charts néerlandais. Il a également atteint la 54e  place en Australie. La chanson est également présente sur l'album live Live at the BBC et sur l'album compilation multi-artistes More Than Unplugged.
Water of Love et Down to the Waterline, ainsi que Sultans of Swing font partie des cinq chansons incluses dans la bande démo de Dire Straits que le groupe a envoyée à Charlie Gillett (en), qui a fait jouer la bande dans son émission de radio, ce qui a conduit au premier contrat d'enregistrement du groupe.  C'est aussi l'une des quatre chansons de la face 1, de l'album Dire Straits, qui traite des relations malheureuses, et l'auteur Michael Oldfield pense que la chanson parle essentiellement de la rupture du mariage de Mark Knopfler. Knopfler décrit Water of Love comme l'une de ses chansons qui vient entièrement de son intérieur plutôt que de se mettre à la place de quelqu'un d'autre. Il déclare qu'il l'a écrite parce que « j'en avais tellement marre. Je sentais que je n'allais nulle part. Je voyais mon avenir s'étirer devant moi, long et sombre ». En écrivant dans le magazine Rolling Stone, Ken Tucker utilise la chanson comme exemple du penchant de Knopfler à mélanger des lignes intelligentes avec des lignes banales. Tucker donne comme exemple la phrase intelligente « J'ai besoin d'un peu d'eau d'amour » suivie de « Vous savez que c'est mal quand vous vivez seul », que Tucker considère comme une phrase stupide.
Dans Billboard, Cary Darling fait l'éloge des paroles de la chanson mais critique l'écoute facile qui « n'attire pas l'auditeur », Ronald Hawkins la décrivant comme « une [chanson] superbement travaillée ». Water of Love reçoit le soutien de stations de radio de rock classique comme étant parmi les plus grandes chansons de classic rock de tous les temps ; par exemple, en 1991, C95 (en) la classe n° 224 de tous les temps. The Rolling Stone Album Guide commente la « vision sombre et romantique » de cette chanson et de sa face B, Down to the Waterline, et comment cette vision contraste avec l'amertume des chansons de Dire Straits telles que Sultans of Swing.
Plusieurs critiques ont fait remarquer que le style de la chanson rappelle l'approche blues de J.J. Cale,. D'autres y voient des influences de la musique country,.
Water of Love est l'une des cinq chansons dont l'éditeur de Knopfler a fait des démos country sans l'approbation de Knopfler, ce qui a donné lieu à un certain nombre de reprises country des chansons de Knopfler. Cela donne lieu à une reprise enregistrée par The Judds, qui est apparue sur leur album River of Time (en) et a fait l'objet d'un single en Allemagne,,. Wynonna Ellen Judd a assuré un chant principal « nocturne et mystérieux » et Knopfler lui-même a joué de la guitare sur la version des Judds,. La critique du Los Angeles Times, Kristine McKenna décrit cette version comme une « ballade obsédante » et loue le « toucher langoureux et charmant » de Knopfler à la guitare. Le critique d'AllMusic, Thom Jurek décrit la chanson comme « l'air le plus séduisant » de River of Time et The Rolling Stone Album Guide fait l'éloge du solo de guitare « typiquement piquant » de Knopfler,. Alex Bollard et Lex Vandyke ont également repris la chanson.
Dans son livre My Life in Orange (en), l'auteur Tim Guest (en) se souvient d'avoir écouté la version de la chanson de Dire Straits et la phrase « Water of love, deep in the ground, but there ain't no water here to be found » alors qu'il était enfant, caché derrière le canapé et souhaitant que l'eau de l'amour lui vienne un jour. La narratrice à la première personne du premier roman de Caprice Crane (en), Stupid and Contagious, cite Water of Love comme exemple de chanson intelligente qu'elle aimerait entendre en lieu et place du bruit des toilettes à chasse d'eau, tel que Big Balls d'AC/DC, Tush de ZZ Top, Smells Like Teen Spirit de Nirvana ou My Way de Frank Sinatra. Sur l'album Live at the BBC de Dire Straits, en introduction à la chanson qu'ils vont interpréter, on entend Mark Knopfler, qui déclare avec humour : « Ok, eh bien, euh, c'est une chanson qui s'appelle Water of Love. C'est une... une idée étrange, mais c'est peut-être une idée à laquelle vous voulez penser, beaucoup... ».